# Vysíláme zprávy
Vysíláme zprávy (v anglickém originále Broadcast News) je americká filmová komedie z roku 1987. Režisérem filmu je James L. Brooks. Hlavní role ve filmu ztvárnili William Hurt, Albert Brooks, Holly Hunter, Robert Prosky a Lois Chiles.

## Ocenění
William Hurt a Holly Hunter byli za své role v tomto filmu nominováni na Oscara a Zlatý glóbus. Albert Brooks byl za svou roli v tomto filmu nominován na Oscara. Film byl dále nominován na čtyři Oscary (v kategoriích nejlepší film, scénář, kamera, střih) a tři Zlaté glóby (kategorie nejlepší film - komedie/muzikál, režie a scénář).

## Obsazení
| William Hurt        | Tom Grunick          |
| Albert Brooks       | Aaron Altman         |
| Holly Hunter        | Jane Craig           |
| Robert Prosky       | Ernie Merriman       |
| Lois Chiles         | Jennifer Mack        |
| Joan Cusack         | Blair Litton         |
| Christian Clemenson | Bobby                |
| Jack Nicholson      | Bill Rorish          |
| Marc Shaiman        | skladatel znělky     |
| John Cusack         | naštvaný doručovatel |